# Усадьба А. Н. Седова
Усадьба А. Н. Седова — архитектурный ансамбль в историческом центре Нижнего Новгорода. Усадебный комплекс построен в 1904—1906 годах. Автор проекта — архитектор С. А. Левков.
Жилой дом усадьбы сегодня выступает градостроительным акцентом, формирующим один из наиболее интересных участков деревянной застройки города в районе церкви Трёх Святителей на улице Короленко.

## История
Усадьба расположена на южной окраине исторической части Нижнего Новгорода. Данная территория сформировалась на основе плана города от 1839 года. На месте бывших канатных заводов, существовавших с 1787 по 1824 год, и на селитебной территории, прирезанной к городу указом Николая I, сложился крупный массив жилой застройки. Общая планировочная структура района была разработана архитектором И. Е. Ефимовым и инженером П. Д. Готманом в 1836—1839 годах. В соответствии с планом были проложены новые улицы, от прежней границы города продолжена трасса древней Студёной улицы.
Наиболее ранние документы о домовладении относятся к 1872 году. Усадьба принадлежала коллежской регистраторше Агнее Григорьевне Аргентовой. Тогда на участке стоял деревянный двухэтажный дом. Не позже 1881 года усадьба перешла во владение купеческого сына Алексея Васильевича Двоешерстнева. В окладной книге помимо дома на этот период на участке был указан и флигель. В 1892 году (или 1894 году) владельцем стал крестьянин деревни Гавриловка Гнилицкой волости Балахнинского уезда Андрей Наркизович Седов. В этот период усадьбу составляли: двухэтажный деревянный дом и деревянный служебный корпус. В 1898 году к дому вдоль Немецкой улицы была сделана пристройка, а в глубине двора выстроен новый служебный деревянный двухэтажный корпус с брандмауэром.
В 1904—1906 годах усадебный комплекс был полностью перестроен. Вместо старого дома по проекту архитектора С. А. Левкова был возведён новый с пристроенным флигелем по улице Студёной и лавкой по улице Немецкой. Между флигелем и служебным корпусом, сохранившимся от старого комплекса, был возведён каменный каретник.
А. Н. Седову усадьба принадлежала примерно до 1918 года. В советское время, предположительно в середине XX века, были утрачены шатровая башня над угловой частью главного дома и парапетная балюстрада с вазонами над венчающим карнизом; полукруглые завершения над эркерами заменены треугольными фронтонами; заложена входная дверь на углу квартала; вход в лавку переделан в окно. Не сохранились надворные постройки: служебный корпус и каретник.

## Архитектура
Комплекс усадьбы состоит из трёх зданий: главного дома, и примыкающих к нему флигеля и лавки. Судя по фотографии М. П. Дмитриева конца XIX века, первоначально здание главного дома было выполнено в традициях русского стиля с шатром над угловым эркером, с балконами и башенками, однако позже приобрело черты модерна. В отдельных элементах видно влияние нижегородской эклектики с мотивами позднего классицизма.
- Главный дом

Двухэтажное здание с подвалом, южным фасадом выходит на линию застройки улицы Славянской, восточным — на линию застройки улицы Студёной. Стены бревенчатые, рубленые с остатком, обшиты калёванным тёсом. Подвал кирпичный. В плане Г-образный, слегка вытянут в направлении запад — восток. Имеет срезанный внешний угол, обращённый к перекрёстку.
Уличный фасады почти идентичны по композиции и декору. Наиболее выразительная особенность архитектуры здания — три эркера, расположенных на срезанном углу и на средних участках фасадов. Опираются на вогнутые деревянные кронштейны и увенчаны треугольными фронтонами (заменившими первоначальные полукруглые). Углы эркеров акцентированы филенчатыми лопатками. Одни сохранившиеся филенчатые двери имеют выразительный рисунок филёнок и накладные детали в стиле модерн, другие — имеют более строгий традиционный рисунок. У всех дверей необычные застеклённые фрамуги, объединяющие каждую пару проёмов в виде лучковой арки.
Все кона имеют лучковые перемычки и обрамлены простыми дощатыми наличниками. Сохранились оригинальные лестницы с профилированными тетивами и поручнями, опирающимися на точёные балясины.
- Флигель

Двухэтажный кирпичный, с проездной аркой и деревянными каркасными сенями со стороны двора, обшитыми вертикальным тёсом. Уличный фасад поделён на две почти равные части: самого флигеля в три окна и проездной арки с жилыми помещениями над ней. Части разделены филенчатой лопаткой, расчленённой на три части полками. Лопатка имеет навершие в виде массивного кронштейна. На правом фланге филенчатая лопатка выполнена только на высоту первого этажа. Проездная арка оформлена широким порталом с крупной профилировкой и акцентирована клинчатым замком. Над ним покоится квадратный киот с полуциркулярным завершением.
Окна флигеля имеют одинаковые наличники и форму, дополнены раскрепованными клинчатыми замками. Окна над аркой имеют слегка выраженные лучковые перемыски и оформлены простыми рамочными наличниками.
- Лавка

Двухэтажное кирпичное здание, вытянутое в глубину двора. Уличный фасад в три окна строго симметричный. По краям оформлен поэтажными филенчатыми лопатками. Все проёмы имеют лучковые перемычки и рамочные наличники с клинчатыми замками. Во втором этаже наличники дополнены фартуками, а между окнами сделаны вертикальные арочные нишки. Междуэтажная зона выделена своеобразным фризом, ограниченным полками и украшенным тремя накладными дисками. Меньшие по размеру диски размещены под венчающим карнизом и под лопатками. Фасад завершён деревянным трапециевидным фронтоном. Дворовые фасады не имеют декора.
- Усадьба до реставрации
- Правое крыло главного дома и каменный флигель
- Лавка до реставрации
- Главный дом в процессе реставрации
- Лавка после реставрации